# Whychus Creek
Der Whychus Creek ist ein Nebenfluss des Deschutes River in den Countys Deschutes und Jefferson im US-Bundesstaat Oregon.

## Verlauf
Der Whychus Creek beginnt etwa 7600 Fuß (2300 m) über dem Meeresspiegel am Fuß des Bend-Gletschers auf dem Broken Top in der Kaskadenkette. Der Fluss fließt nach Norden durch die Three Sisters Wilderness und fällt 61 Meter durch die Upper Chush Falls, bevor der Park Creek von links in ihn mündet und dann kommt der 15 Meter hohe Wasserfall, die Chush Falls. Dann münden die Flüsse South Fork und North Fork von links und Snow Creek von rechts in den Fluss. 
In nordöstlicher Richtung kreuzt der Bach den Whychus Creek Canal, der Wasser zum McKenzie Canyon Reservoir und anderen Teilen des Three Sisters Irrigation District umleitet. Der Whychus Creek fließt an der südöstlichen Seite der Stadt Sisters vorbei und unterquert die US Route 20 und die Oregon Route 126, bevor von links der Indian Ford Creek in ihn mündet. Weiter nordöstlich verlässt der Bach das Deschutes County und mündet im Jefferson County in den Deschutes River.

## Name
Früher wurde der Fluss Squaw Creek genannt und 2006 wurde er umbenannt.